# Opowieści weekendowe: Ostatni krąg
Opowieści weekendowe: Ostatni krąg – polski film obyczajowy z roku 1997 w reżyserii Krzysztofa Zanussiego.

## Fabuła
Jadwiga i Witold od wielu lat są rozwiedzionym małżeństwem; ona jest baletnicą, on baletmistrzem o światowej renomie. Przypadek sprawia, że znowu zatańczą razem – z okazji koncertu charytatywnego. Jadwiga mając świadomość, że Witold otrzyma jednak honorarium za swój występ, stara się go nakłonić aby przekazał czek na rzecz fundacji dobroczynnej.

## Obsada
- Olga Sawicka – Jadwiga Ziemińska-Krzak
- Daniel Olbrychski – Witold Crac
- Romuald Szejd – dyrektor
- Ewa Telega – Olga
- Izabela Milewska – Gruszecka
- Antonina Girycz – sekretarka
- Agnieszka Kurowska-Janecka – solistka
- Dorota Kamińska – dziennikarka
- Piotr Kraśko – dziennikarz
- Andrzej Sołtysik – dziennikarz
- Krzysztof  Kolberger – konferansjer